# Combretum ghesquierei
Combretum ghesquierei är en tvåhjärtbladig växtart som beskrevs av Liben. Combretum ghesquierei ingår i släktet Combretum och familjen Combretaceae. Inga underarter finns listade i Catalogue of Life.